# 费尔南多·普拉塔斯
费尔南多·普拉塔斯（西班牙語：Fernando Platas，1973年3月16日—），墨西哥男子跳水运动员。他曾代表墨西哥参加1992年、1996年、2000年和2004年夏季奥林匹克运动会跳水比赛，其中2000年奥运会获得一枚银牌。